# Supergromada

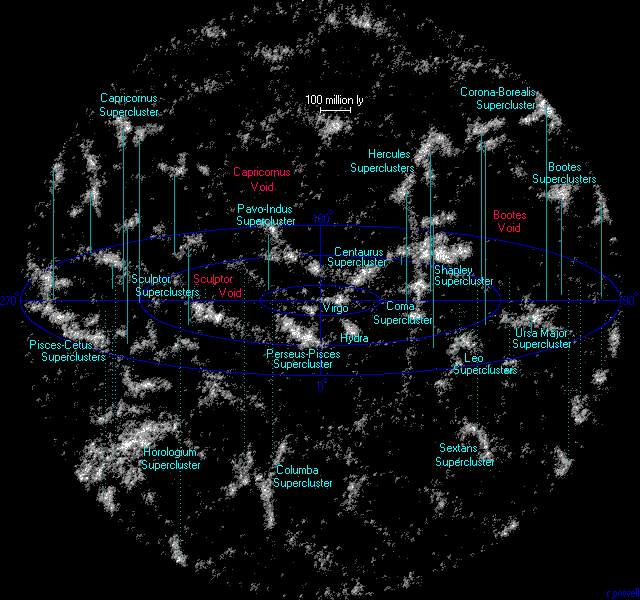
Wszechświat w promieniu 1 miliarda lat świetlnych (307 Mpc) od Ziemi, z czytelną strukturą włókien i rozdzielających je pustek

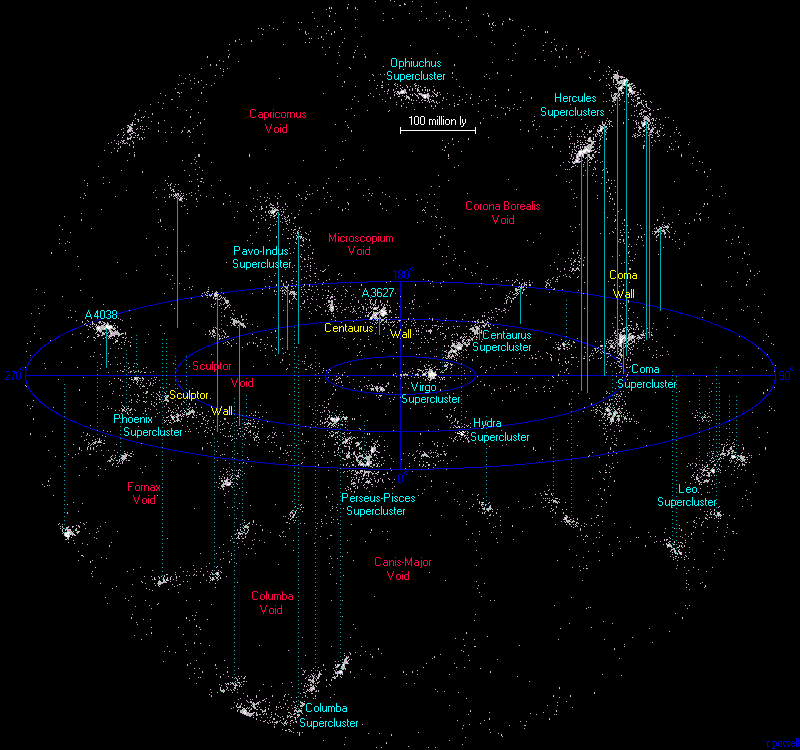
Wszechświat w promieniu 500 milionów lat świetlnych, widoczne supergromady, najbliższe włókna i mniejsze pustki

Supergromada – zgrupowanie setek lub tysięcy grup i gromad galaktyk. Supergromady są jednymi z największych znanych struktur we Wszechświecie. Istnienie supergromad wskazuje na to, że galaktyki są rozłożone we Wszechświecie nierównomiernie, nawet w dużych skalach. Większość z nich łączy się w grupy i gromady, przy czym grupy zawierają do 50 galaktyk, a gromady do kilku tysięcy. Te grupy i gromady, a także dodatkowe odizolowane galaktyki, tworzą razem większe struktury zwane właśnie supergromadami.
Supergromady mogą mieć rozmiary rzędu setek milionów lat świetlnych. Nieznane są „gromady supergromad”, ale istnienie większych struktur jest debatowane (zobacz włókno). Supergromady występują najczęściej w „ścianach” galaktyk, otaczających pustki, w których znajduje się jedynie niewielka liczba galaktyk. Uważa się, że całkowita liczba tego typu struktur w obserwowanym Wszechświecie jest bliska 10 milionom.
Zgodnie z teoriami bazującymi na Wielkim Wybuchu, supergromady powstały we wczesnym Wszechświecie, gdy materia zaczęła się skupiać pod wpływem grawitacji (teoria niestabilności grawitacyjnej). Jednak supergromady nie są strukturami związanymi grawitacyjnie, gdyż ze względu na ich rozmiary, czas konieczny do relaksacji do równowagi dynamicznej jest dla nich większy, niż czas ich istnienia. Z fizycznego punktu widzenia tym właśnie różnią się supergromady od gromad.
Niektóre badania wskazują, że supergromady mogą być zorganizowane w regularną siatkę ośmiościanów, połączonych wierzchołkami. Przyczyną takiego stanu rzeczy miałoby być oddziaływanie pól magnetycznych na materię we wczesnym etapie ewolucji wszechświata.
Ziemia znajduje się w Układzie Słonecznym, wchodzącym w skład galaktyki Droga Mleczna, która jest jedną z ponad 30 galaktyk Grupy Lokalnej, która z kolei jest tylko jedną z ponad 100 grup i gromad Supergromady Lokalnej (Supergromady w Pannie). Istnieją znacznie większe od niej supergromady, np. Supergromada w Zegarze i Supergromada Shapleya.